# Гайніямак
Гайніяма́к (рос. Гайниямак, башк. Гәйнә-Ямаҡ) — село у складі Альшеєвського району Башкортостану, Росія. Адміністративний центр Гайніямацької сільської ради.
Населення — 897 осіб (2010; 1023 в 2002).
Національний склад:
- башкири — 59 %
- татари — 40 %